# ادوارد نازارف
ادوارد واسیلیویچ نازارف (روسی: Эдуард Васильевич Наза́ров) اَنیماتور، کارگردان فیلم و هنرمند برجستهٔ اهل روسیه بود. او از دوستان قدیمی و نزدیک یوری نورشتاین بود.
او بابت فعالیت‌های هنری‌اش برندهٔ نشان‌ها و جوایز مختلفی شده بود که از آن میان، می‌توان به نشانِ «هنرمند مردمی فدراسیون روسیه» و «جایزه دولتی برادران واسیلیف» اشاره نمود. بین سال‌های ۱۹۸۷ تا ۱۹۹۹، او به عنوان معاون رئیس آسیفا خدمت کرد.
از فیلم‌ها یا مجموعه‌های تلویزیونی که وی در آن‌ها نقش داشته است، می‌توان به ماشا و خرس و بانی‌فیکس به تعطیلات می‌رود اشاره نمود.